# Highland Plantation
Highland Plantation ist eine Plantation im Somerset County des Bundesstaates Maine in den Vereinigten Staaten. Im Jahr 2020 lebten dort 52 Einwohner in 51 Haushalten auf einer Fläche von 108,9 km².

## Geographie
Nach dem United States Census Bureau hat Highland Plantation eine Gesamtfläche von 108,9 km², von der 108,8 km² Land sind und 0,1 km² aus Gewässern bestehen.

### Geographische Lage
Highland Plantation liegt im Westen des Somerset Countys und grenzt an das Franklin County. Es gibt nur kleinere Seen auf dem Gebiet der Town. Der Sandy River fließt in südliche Richtung durch Highland Plantation. Die Oberfläche ist leicht hügelig, mit 684 m Höhe ist der  Clay Brook Mountain die höchste Erhebung.

### Nachbargemeinden
Alle Entfernungen sind als Luftlinien zwischen den offiziellen Koordinaten der Orte aus der Volkszählung 2010 angegeben.
- Norden: Northwest Somerset, Unorganized Territory, 39,9 km
- Osten: Pleasant Ridge Plantation, 10,2 km
- Süden: Central Somerset, Unorganized Territory, 11,6 km
- Südwesten: Kingfield, Franklin County, 11,1 km
- Westen: Carrabassett Valley, Franklin County, 19,4 km

### Stadtgliederung
In Highland Plantation gibt es mit The Ledges ein Siedlungsgebiet.

### Klima
Die mittlere Durchschnittstemperatur in Highland Plantation liegt zwischen −12,2 °C (10 °F) im Januar und 20,0 °C (68 °F) im Juli. Damit ist der Ort gegenüber dem langjährigen Mittel der USA um etwa 9 Grad kühler. Die Schneefälle zwischen Oktober und Mai liegen mit bis zu zweieinhalb Metern mehr als doppelt so hoch wie die mittlere Schneehöhe in den USA; die tägliche Sonnenscheindauer liegt am unteren Rand des Wertespektrums der USA.

## Geschichte
Highland war Teil des Bingham Purchase und erste Siedler erreichten das Gebiet um 1800, welches zunächst Smith Town, nach einer der ersten Familien, genannt wurde. Ab 1837 wurde das Gebiet bereits Highland Plantation genannt. Am 10. Februar 1886 wurde die Highland Plantation organisiert.

### Einwohnerentwicklung
| Volkszählungsergebnisse – Highland Plantation, Maine | Volkszählungsergebnisse – Highland Plantation, Maine | Volkszählungsergebnisse – Highland Plantation, Maine | Volkszählungsergebnisse – Highland Plantation, Maine | Volkszählungsergebnisse – Highland Plantation, Maine | Volkszählungsergebnisse – Highland Plantation, Maine | Volkszählungsergebnisse – Highland Plantation, Maine | Volkszählungsergebnisse – Highland Plantation, Maine | Volkszählungsergebnisse – Highland Plantation, Maine | Volkszählungsergebnisse – Highland Plantation, Maine | Volkszählungsergebnisse – Highland Plantation, Maine |
| Jahr                                                 | 1800                                                 | 1810                                                 | 1820                                                 | 1830                                                 | 1840                                                 | 1850                                                 | 1860                                                 | 1870                                                 | 1880                                                 | 1890                                                 |
| ---------------------------------------------------- | ---------------------------------------------------- | ---------------------------------------------------- | ---------------------------------------------------- | ---------------------------------------------------- | ---------------------------------------------------- | ---------------------------------------------------- | ---------------------------------------------------- | ---------------------------------------------------- | ---------------------------------------------------- | ---------------------------------------------------- |
| Einwohner                                            |                                                      |                                                      |                                                      |                                                      |                                                      |                                                      |                                                      | 128                                                  | 121                                                  | 76                                                   |
| Jahr                                                 | 1900                                                 | 1910                                                 | 1920                                                 | 1930                                                 | 1940                                                 | 1950                                                 | 1960                                                 | 1970                                                 | 1980                                                 | 1990                                                 |
| Einwohner                                            | 67                                                   | 68                                                   | 55                                                   | 61                                                   | 53                                                   | 56                                                   | 46                                                   | 23                                                   | 60                                                   | 38                                                   |
| Jahr                                                 | 2000                                                 | 2010                                                 | 2020                                                 | 2030                                                 | 2040                                                 | 2050                                                 | 2060                                                 | 2070                                                 | 2080                                                 | 2090                                                 |
| Einwohner                                            | 52                                                   | 73                                                   | 52                                                   |                                                      |                                                      |                                                      |                                                      |                                                      |                                                      |                                                      |

## Wirtschaft und Infrastruktur

### Verkehr
Highland Plantation wird nicht durch Straßen des Bundesstaates erreicht. Es gibt nur kommunale Wege.

### Öffentliche Einrichtungen
Es gibt eine medizinische Einrichtung in Highland Plantation. Weitere befinden sich in Skowhegan, Madison und Hartland. In Bingham befindet sich die Bingham Union Library in der Main Street.

### Bildung
Für die Schulbildung in Highland Plantation ist das Highland Plantation School Department zuständig.